# David Bowie (album)
David Bowie je název debutového alba britského zakladatele alternativní rock scény Davida Bowieho. Nahráno bylo v roce 1967 vydavatelstvím Deram Records (součást vydavatelství Decca).
Obsahuje základy hudby, která ho v pozdějších letech proslavila po celém světě. Mezi nejzajímavější a mezi veřejností nejznámější songy patří folk rocková „Space Oddity“ nebo „The Rise and Fall of Ziggy Stardust and the Spiders from Mars“. Kritici z NME (New Musical Express, populární hudební magazín) Roy Carr a Charles Shaar Murray tento debut hodnotili slovy „posluchači, navyklí na 70's styl patrně shledají toto album hodně šokující, ale zároveň velice originální a působivé“; zatímco autor životopisů David Buckley ho popisuje jako „vinylový ekvivalent blázna v podkroví“.

## Vlivy
Během své kariéry David Bowie zasáhl svou tvorbou do široké škály oborů, nebál se ani divadelní tvorby a ve spolupráci s Anthony Newley účinkoval v představeních v Music hall (např. hra Tony Steel). Dále spolupracoval ve smyslu něčeho, zvláštního a britského' s Rayem Davies z The Kinks a ovlivnil Syd Barettovy jemně nakřáplé, říkanky pro děti' z raných Pink Floyd. Edwardian flam (specifické kytarové rify), které se objevily také v některých písních od The Beatles (např. Being for the Benefit of Mr. Kite) patřily k dalším Bowieho zajímavým experimentů s hudbou. Touha Bowieho manažera, Ken Pitta, aby se stal všeobecně známým bavičem ve stylu estrádního vystupování spíše než skutečnou rockovou hvězdou, je v tuto dobu v jeho textech také dosti patrné a tím se odlišuje od dalších rockových projektů, které v té době vznikaly. Bowie osobně řekl, že jeho debutové album „vypadalo jako by mělo kořeny všude, v rocku, estrádě i divadelní produkci, netušil jsem, že jsem vlastně byl Maxem Millerem a Elvis Presley“.

## Styly a motivy
Album, bylo úplně celé otextované Davidem a bylo uspořádáno kompozitorem alba Derekem Fearnleym, který je prý bral v potaz i při přípravě Observer Book of Music. V „Rubber Band“ (Bowieho píseň ze 66) je používána jako vedoucí hudební nástroj tuba. „Little Bomabardier“ a „Maid of Bond Street“ byly udělány ve hravém valčíkovém rytmu a jsou také plné dechových a smyčcových nástrojů. „Love You Till Tuesday“ a „Come and Buy My Toys“ byly písněmi, ve kterých byla jako vedoucí hudební prvek používána akustická kytara a jako prvky doplňující ostatní smyčcové nástroje. „Join the gang“ byla ojedinělou exkurzí do současného světa mladých lidí, vcítěním do tlaku, který je na ně kladen a jejich úniky z těchto problémů, řešené užíváním drog, v této písni byl také použit velice zajímavý a exotický hudební nástroj, sitar. Poslední píseň „Please Mr. Gravedigger“ byla „morbidním, hrůzostrašným duetem pouze pro hlas a zvukové efekty“ a byla popisována jako „jeden z opravdu bláznivých popových okamžiků“ a někdy bývá dokonce označována pouze jako báseň.
Nehledě na jisté nesoulady a chyby, které byly v debutovém albu udělány, někteří kritici skutečně toto album označují za profesionální a dospělé dílo. „We are hungry men“ je pojmenována po mesiáši, jehož osoba se znovu objevila i v jiných podobách např. v písních „Cygnet Committee“ (z alba Space Oddity), „Saviour Machine“ (z „The Man Who Sold the World“) a „Oh, You Pretty Things“ (z "Hunky Dory"); stejně tak v hlavní úloze ve filmu The rise and Fall of Ziggy Stardust and the Spiders from the Mars. V úvodní písni totiž byly probírána i velice kontroverzní témata jako potrat, zabíjení novorozeňat a kanibalismus. „There is a Happy Land“ byla raným manifestem Bowieho vize dětí jako individuálních osob s vlastními myšlenkami a osobností, motiv byl znovu propracováván v „The Man Who Sold the World“, „Hunky Dory“ a „Ziggy Stardust“. V „She's Got Medals“ byly zápletky příběhů větvené častými lesbickými a gay motivy, které dokonce předcházel svými šokujícím a nekonformním oblečením v„The Man Who Sold the World“ (i jinde) a bisexuálně/oboupohlavní postavou „Ziggy Stardust“.

## Písně
Po vydání alba ve spolupráci se stejnou skupinou tvůrců byly vydány i dvě sólové písně (singly). „Rubber Band“ b/w „London Boys“, v prosinci 1966 a „The Lauging Gnome“ b/w „The Gospel According to Tony Day“, v dubnu 1967. „Rubber Band“ byl nahrán zcela jiným způsobem než všechny ostatní písně. „London Boys“ byly chváleny jako Bowieho první malý mistrovský kousek a je popisováno jako velice vydařené melancholické pozorování současné londýnské Mod scény. „The Laughing Gnome“ byla nahrána zcela nezvykle s revolučním, hlodavčím' (chipmunk-like) vokálem, ale technika varispeed používaná k vytvoření tohoto efektu mohla dokonce ukázat Bowieho ve více vážné podobě a to v mnohých písních, zahrnujíce „After All“, „The Bewlay Brothers“, „Fame“ a „Scream Like a Baby“. Znovu nahraná verze „Love You Till Tuesday“ b/w „Did You Ever Have a Dream“ byla znovu vydána jako single v červenci 1967.

## Vydání a přijetí publikem
David Bowie byl samozřejmě poprvé vydán ve Velké Británii, a to ve verzi mono i stereo, 1. června roku 1967 (mimochodem stejné datum jako The Beatles' Sgt. Pepper's Lonely Hearts Club Band). Ve Spojených státech bylo vydáno v srpnu 1967, avšak bez „We Are Hungry Men“ a „Maid of Bond Street“. Album a tyto zmíněné písně měly totiž všude technické chyby a Bowie nevydal jinou nahrávku až do doby, kdy vzniklo album „Space Oddity“ (1969). Písně z debutového alba a další singly, včetně Deramovy pozdější práce, byly znovu použity v početné kompilaci hitů z alb, zahrnující i „The World of Bowie“ (1970), „Images 1966-1967“ (1973), „Another Face“ (1981), „Rock Reflection“ (1990) a „The Deram Anthology 1966-1968“ (1997). Mnoho písní bylo taktéž připravováno v Ken Pittově videoklipu Love You Till Tuesday, vytvořeném v roce 1969, ovšem oficiálně představeném až v roce 1984 jako součást CD.

## Seznam stop
Všechny písně napsal David Bowie.

### Strana 1
1. „Uncle Arthur“ – 2:07
2. „Sell Me a Coat“ – 2:58
3. „Rubber Band“ – 2:17
4. „Love You Till Tuesday“ – 3:09
5. „There Is a Happy Land“ – 3:11
6. „We Are Hungry Men“ – 2:58
7. „When I Live My Dream“ – 3:22

### Strana 2
1. „Little Bombardier“ – 3:24
2. „Silly Boy Blue“ – 4:36
3. „Come and Buy My Toys“ – 2:07
4. „Join the Gang“ – 2:17
5. „She's Got Medals“ – 2:23
6. „Maid of Bond Street“ – 1:43
7. „Please Mr. Gravedigger“ – 2:35

## Na albu pracovali
- David Bowie – vokály, kytara, saxofon, aranže
- Derek Boyes – varhany
- Dek Fearnley – basová kytara, aranže
- John Eager – bicí
- Mike Vernon – producent
- Gus Dudgeon – technik